# Rosé (piosenkarka)
Rosé (kor. 로제) (ur. 11 lutego 1997 w Auckland), właśc. Roseanne Chae-young Park MBE – nowozelandzko-południowokoreańska piosenkarka oraz członkini zespołu Blackpink. Rosé podpisała kontrakt z południowokoreańską wytwórnią YG Entertainment po przesłuchaniu w 2012 roku. Jako artystka solowa wystąpiła w utworze G-Dragona „Without You” (2012), który osiągnął 10 pozycję na liście Gaon Music Chart.
W marcu 2021 roku Rosé wydała swój debiutancki single album R, który sprzedał się w 448 089 egzemplarzach w pierwszym tygodniu. Główny singiel „On the Ground” osiągnął pierwszą piątkę na południowokoreańskim Gaon Digital Chart i pobił rekord jako najwyżej notowana piosenka przez solową artystkę K-pop na amerykańskim Billboard Hot 100, Canadian Hot 100 oraz UK Singles Chart. Dzięki temu Rosé stała się pierwszą artystką, która znalazła się na szczycie Billboard Global 200 zarówno jako solistka, jak i jako członkini grupy, oraz pobiła rekord na najbardziej wyświetlany teledysk w ciągu pierwszych 24 godzin na YouTube przez solową artystkę K-pop. Drugi singiel z albumu „Gone”, również znalazł się w pierwszej dziesiątce w Korei Południowej. W 2024 roku podpisała kontrakt menedżerski z The Black Label.

## Biografia

### Wczesne lata
Roseanne Park (kor. 박채영, Park Chae-young) urodziła się 11 lutego 1997 roku w Auckland, w Nowej Zelandii, w rodzinie imigrantów z Korei Południowej. Ma jedną starszą siostrę. W 2004 roku, w wieku siedmiu lat, Rosé i jej rodzina przeprowadzili się do Melbourne w Australii. Rosé uczęszczała do Secondary College Canterbury Girls w Melbourne. Jako dziecko rozpoczęła naukę śpiewu, gry na gitarze i pianinie, a także występowała w chórach kościelnych.
W 2012 roku 15-letnia Rosé wzięła udział w przesłuchaniu w Australii do południowokoreańskiej wytwórni YG Entertainment, po sugestii ojca, i zajęła pierwsze miejsce wśród 700 uczestników. W ciągu dwóch miesięcy podpisała umowę z wytwórnią i przeprowadziła się do Seulu. Początkowo uważała pomysł ojca za żart ze względu na odległość i trudność zostania piosenkarką za granicą.
Tego samego roku Rosé dostała szansę wystąpić w utworze kolegi z wytwórni, G-Dragona – „Without You”, z jego minialbumu One of a Kind (2012). Jej nazwisko nie zostało opublikowane w momencie wydania płyty, a jej udział ujawniono po ogłoszeniu jej jako członkini Blackpink. Piosenka osiągnęła 10 pozycję na liście Gaon Digital Chart i 15 na liście Billboard Korea K-pop Hot 100.

### 2016–2022: Debiut z Blackpink iR
Rosé była stażystką w wytwórni przez cztery lata i 5 miesięcy, przed ogłoszeniem jej jako członkini Blackpink w czerwcu 2016 roku. Została przedstawiona jako ostatnia. Zespół zadebiutował wydając singel Square One, zawierający utwory „Whistle” oraz „Boombayah”. Pierwszy z nich osiągnął status Perfect All-Kill.
Piosenkarka pojawiła się również w różnych programach telewizyjnych, takich jak programy muzyczne King of Mask Singer i Fantastic Duo 2. Jej wokalny występ w King of Masked Singer spotkał się z pozytywnym przyjęciem publiczności. Rosé pojawiła się później jako uczestniczka w drugim sezonie Fantastic Duo. Pracownicy programu wyjawili, że jej pojawienie się miało na celu „ujawnienie uroku wokalnego Rosé, różniącego się od Blackpink”.
2 czerwca 2020 roku YG Entertainment ogłosiło, że Rosé zadebiutuje z solowym albumem. 30 grudnia, w wywiadzie dla południowokoreańskiego portalu Osen, Rosé ujawniła, że zdjęcia do teledysku rozpoczną się w połowie stycznia 2021 roku.
Debiutancki CD singel, zatytułowany R, został wydany 12 marca 2021 roku. W ciągu 24 godzin od premiery teledysk do głównego utworu z singla, „On the Ground”, osiągnął 41,6 milionów wyświetleń w serwisie YouTube, pobijając tym samym prawie ośmioletni rekord byłego kolegi z wytwórni Psy'a („Gentleman”). Utwór ten uplasował się 70. pozycji na liście Billboard Hot 100, stając się najwyżej notowaną piosenką koreańskiej solistki w USA. Utwór również zadebiutował na 1. miejscu na listach Global 200 i Global Excl. U.S. jako pierwsza piosenka koreańskiego artysty solowego w historii obu list przebojów. R ustanowił również rekord sprzedaży w pierwszym tygodniu od wydania, dla koreańskiej solistki, z 448 089 sprzedanymi egzemplarzami. 24 marca Rosé zwyciężyła po raz pierwszy w programie muzycznym jako solistka dzięki piosence „On the Ground”, w programie Show Champion, a następnie wygrała pięć kolejnych nagród. 5 kwietnia ukazał się teledysk do drugiej piosenki z płyty – „Gone”.
We wrześniu 2021 roku Rosé została zaproszona przez Anthony’ego Vaccarello, dyrektora kreatywnego Yves Saint Laurent, jako osoba towarzysząca na Met Gala, która odbyła się w Metropolitan Museum of Art Costume Institute w Nowym Jorku.
„Hard to Love”, popowo-dyskotekowy solowy utwór śpiewany przez Rosé, jest piątym utworem na drugim albumie studyjnym Blackpink, Born Pink, który został wydany 16 września 2022 roku. Dodatkowo, Rosé przyczyniła się do napisania tekstu do „Yeah Yeah Yeah”, czwartego utworu na Born Pink.

### Od 2023: Działalność solowa iRosie
5 grudnia 2023 roku YG Entertainment ogłosiło, że Rosé wraz z pozostałymi członkiniami Blackpink odnowiły swoje kontrakty na działalność grupową, a indywidualne kontrakty członkiń były nadal omawiane. YG Entertainment potwierdziło następnie 29 grudnia 2023 roku, że Rosé i pozostałe członkinie Blackpink zgodziły się nie przedłużać kontraktu z wytwórnią na działalność indywidualną.
Z okazji swoich 27. urodzin, 11 lutego 2024 roku, Rosé zapowiedziała wydanie nowej solowej muzyki i udostępniła fragment nowej piosenki zatytułowanej „Vampirehollie”. 4 kwietnia wydała utwór „Final Love Song” jako motyw przewodni do programu reality show I-Land 2: N/a. 17 czerwca The Black Label, firma stowarzyszona z YG Entertainment założona przez głównego producenta Blackpink, Teddy'ego, ujawniła, że prowadzi rozmowy z Rosé w sprawie ekskluzywnego kontraktu; następnego dnia potwierdzono, że podpisała kontrakt menedżerski z wytwórnią. Rosé nagrała cover piosenki Coldplay „Viva la Vida” z 2008 roku na potrzeby zwiastuna i finału drugiego sezonu serialu Apple TV+ Pachinko w 2024 roku.
18 października Rosé wydała utwór „Apt.”, nagrany we współpracy z amerykańskim piosenkarzem i autorem tekstów Bruno Marsem, jako główny singiel ze swojego debiutanckiego albumu studyjnego Rosie. Piosenka odniosła ogromny sukces komercyjny na całym świecie i stała się drugim utworem Rosé, który zdobył pierwsze miejsce na listach Billboard Global 200 i Global Excl. U.S. Zdobyła szczyt list przebojów w kilku krajach, w tym w Nowej Zelandii i Australii, gdzie stała się pierwszym utworem solowej artystki K-pop, który osiągnął pierwsze miejsce na ARIA Singles Chart. Na UK Singles Chart piosenka dotarła do drugiego miejsca, co oznaczało pierwszy w historii przypadek, gdy solowa artystka K-pop znalazła się w pierwszej dziesiątce tego zestawienia. W Stanach Zjednoczonych zadebiutowała na ósmej pozycji i ostatecznie osiągnęła trzecie miejsce na US Billboard Hot 100, dzięki czemu Rosé stała się pierwszą w historii solową artystką K-pop, która znalazła się w top 10 tej listy. Piosenka była także pierwszym utworem solowej artystki K-pop, który trafił do pierwszej dziesiątki Billboard Radio Songs, za co Rosé zdobyła Rekord Guinnessa. Do listopada 2024 roku popularność utworu sprawiła, że liczba jej miesięcznych słuchaczy na Spotify przekroczyła 50 milionów, ustanawiając rekord dla najczęściej słuchanego artysty K-pop na platformie. 22 listopada Rosé wydała przedpremierowo drugi singiel ze swojego albumu „Number One Girl”. 25 listopada ogłoszono, że podpisała globalny kontrakt wydawniczy z Warner Chappell Music.
Debiutancki album studyjny Rosé, Rosie, został wydany 6 grudnia 2024 roku wraz z trzecim singlem, „Toxic Till the End”. Rosie zadebiutował na trzecim miejscu listy Billboard 200, co przyniosło Rosé Rekord Guinnessa jako najwyżej notowanej solowej artystki K-pop w historii tego zestawienia. Album zadebiutował również na czwartym miejscu UK Albums Chart, czyniąc Rosé pierwszą solową artystką K-pop z albumem w top 5 w Wielkiej Brytanii. W Australii Rosie zadebiutował na drugim miejscu ARIA Albums Chart, stając się najwyżej notowanym albumem solowej artystki K-pop w historii tego zestawienia. Tymczasem „Toxic Till the End” zadebiutował na 15. miejscu Billboard Global 200 i na 6. miejscu Global Excl. US, dając Rosé jej trzeci utwór w top 10 tego zestawienia.

## Dyskografia

### Albumy studyjne
| Rok  | Dane dot. albumu | Najwyższa pozycja | Najwyższa pozycja | Najwyższa pozycja | Najwyższa pozycja | Najwyższa pozycja | Najwyższa pozycja | Najwyższa pozycja | Najwyższa pozycja | Najwyższa pozycja | Najwyższa pozycja | Sprzedaż                                     |
| Rok  | Dane dot. albumu | KOR (Circle)      | AUS               | CAN               | FRA               | GER               | JPN (Oricon)      | NZ                | UK                | POL               | US                | Sprzedaż                                     |
| ---- | --- | ----------------- | ----------------- | ----------------- | ----------------- | ----------------- | ----------------- | ----------------- | ----------------- | ----------------- | ----------------- | -------------------------------------------- |
| 2024 | Rosie - Wydany: 6 grudnia 2024 - Wytwórnia: The Black Label, Atlantic - Format: CD, LP, cassette, digital download, streaming | 2                 | 2                 | 4                 | 16                | 8                 | 10                | 3                 | 4                 | 12                | 3                 | - KOR: 521 540+ - JPN: 21 152+ - US: 82 000+ |

### Single
Single albumy
| Rok  | Dane dot. albumu                                                                                    | Najwyższa pozycja | Sprzedaż        |
| Rok  | Dane dot. albumu                                                                                    | KOR (Circle)      | Sprzedaż        |
| ---- | --------------------------------------------------------------------------------------------------- | ----------------- | --------------- |
| 2021 | R - Wydany: 12 marca 2021 - Wytwórnia: YG, Interscope - Format: CD, LP, digital download, streaming | 2                 | - KOR: 979 939+ |

Single cyfrowe
| Rok                                                       | Tytuł                 | Najwyższa pozycja | Najwyższa pozycja | Najwyższa pozycja | Najwyższa pozycja | Najwyższa pozycja | Najwyższa pozycja | Najwyższa pozycja | Najwyższa pozycja | Najwyższa pozycja | Album |
| Rok                                                       | Tytuł                 | KOR               | AUS               | CAN               | JAP Hot           | NZ                | SGP               | UK                | WW                | US                | Album |
| --------------------------------------------------------- | --------------------- | ----------------- | ----------------- | ----------------- | ----------------- | ----------------- | ----------------- | ----------------- | ----------------- | ----------------- | ----- |
| 2021                                                      | „On the Ground”       | 4                 | 31                | 35                | 50                | –                 | 1                 | 43                | 1                 | 70                | R     |
| 2021                                                      | „Gone”                | 6                 | 63                | 77                | –                 | –                 | 2                 | –                 | 29                | –                 | R     |
| 2024                                                      | „Apt.” (z Bruno Mars) | 1                 | 1                 | 1                 | 1                 | 1                 | 1                 | 2                 | 1                 | 3                 | Rosie |
| 2024                                                      | „Number One Girl”     | 12                | 61                | 63                | –                 | –                 | 4                 | 84                | 29                | –                 | Rosie |
| 2024                                                      | „Toxic Till the End”  | 4                 | 31                | 54                | 32                | –                 | 2                 | 72                | 15                | 90                | Rosie |
| „–” oznacza, że singiel nie był notowany na danej liście. |                       |                   |                   |                   |                   |                   |                   |                   |                   |                   |       |

## Odznaczenia
- Honorary Member Orderu Imperium Brytyjskiego – Wielka Brytania, 2023[74]